# زلزال كارياكو 1997
زلزال كارياكو 1997 وقع في 9 يوليو 1997 في الساعة 15:24:14 بالتوقيت المحلي مع قوة مقدارها 6.9، ومقياس ميركالي المعدل من VIII (شديدة). مع مركز الزلزال بالقرب من كارياكو في فنزويلا، لقي ما لا يقل عن 81 شخصًا مصرعهم وأصيب أكثر من 500. تم الإبلاغ عن انقطاع خدمات الكهرباء والهاتف والمياه. تم الشعور بهذا الزلزال في معظم أنحاء شمال شرق فنزويلا ويمكن الشعور به أيضًا في ترينيداد وتوباغو. كان هذا الزلزال على صدع إيل بيلار.